# Harald Scheucher

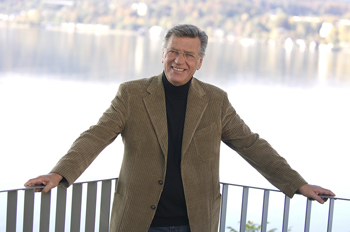
Harald Scheucher (Klagenfurt 2008)

Harald Scheucher (* 23. September 1940 in Klagenfurt) ist ein österreichischer Politiker (Österreichische Volkspartei). Er gehörte ab 1984 dem Kärntner Landtag an und war von 1997 bis 2009 Bürgermeister der Landeshauptstadt Klagenfurt am Wörthersee.

## Leben
Harald Scheucher wurde als Sohn von Blasius Scheucher, dem späteren Vizebürgermeister von Klagenfurt, und dessen Frau Herta geboren.
Er besuchte in Klagenfurt Volksschule und Gymnasium, studierte in Wien Welthandel an der Wirtschaftsuniversität und schloss sein Studium als Diplomkaufmann ab.
Seine berufliche Laufbahn begann er als Sekretär von Michael Haslinger, damals Landeshauptmann-Stellvertreter von Salzburg, und wechselte später als Angestellter in die Kärntner Wirtschaftskammer, wo er viele Jahre die Abteilung für Angelegenheiten des Außenhandels leitete. 
1984 wurde Scheucher als Mandatar der ÖVP in den Kärntner Landtag gewählt, 1986 wurde er Landesparteiobmann der ÖVP Kärnten und Zweiter Landeshauptmann-Stellvertreter in der Kärntner Landesregierung. Von Mai 1989 bis März 1997 gehörte er wieder dem Kärntner Landtag an und übte ab 1994 die Funktion des Dritten Präsidenten aus. Ab Juli 1992 war er außerdem Gemeinderat in Klagenfurt.
Bei den Gemeinderats- und Bürgermeisterwahlen in Klagenfurt im März 1997 wurde Scheucher nach einer Stichwahl mit 67,8 Prozent als Nachfolger von Leopold Guggenberger zum Bürgermeister der Landeshauptstadt Klagenfurt gewählt. 2003 wurde er in seinem Amt bestätigt. 
In seiner Amtszeit als Bürgermeister wurden in Klagenfurt viele Großprojekte umgesetzt. Die Stadt entwickelte sich immer stärker zu einem wichtigen Zentrum im Alpen-Adria-Raum. Zum Leistungsausweis von Scheucher gehören: der Neubau des Wörthersee-Stadions, die Durchführung der Euro 2008, der Ausbau des Innenstadtringes, der Bahnhofs-Neubau, die Umgestaltung des Neuen Platzes, der Lakeside Science & Technology Park, Studiengangs-Einrichtungen der Fachhochschule Kärnten, der Bau der City-Arkaden, Ankauf und Renovierung von Schloss Loretto, die IKEA-Ansiedlung etc. Weiters wurden Städtepartnerschaften zu Laval in Kanada und Nanning in China geknüpft.
Scheucher schaffte bei der Bürgermeisterwahl am 1. März 2009 den Einzug in die Stichwahl nicht. Er verlor gegen Christian Scheider (BZÖ), welcher sich in der Stichwahl gegen Maria-Luise Mathiaschitz (SPÖ) durchsetzen konnte.
Harald Scheucher ist von Elisabeth Scheucher-Pichler geschieden und hat zwei erwachsene Kinder. 2009 erhielt er den Kärntner Landesorden in Gold, 2020 wurde ihm anlässlich seines 80. Geburtstages der Ehrenring der Stadt Klagenfurt verliehen.
Er ist Mitglied der katholischen Schülerverbindung KÖStV Karantania Klagenfurt im Mittelschüler-Kartell-Verband und spricht fließend Portugiesisch, außerdem Englisch, Spanisch und Italienisch.